# Municipio IV (Bari)
Il Municipio 4 è un municipio di Bari, comprendente le ex frazioni a sud del centro urbano.

## Geografia fisica

### Territorio
- Carbonara;
- Ceglie;
- Loseto;.

### Confini
Il territorio del Municipio 4 corrisponde a quello della ex IV Circoscrizione, i cui confini sono i seguenti:
- tratto della circonvallazione da Via Fanelli allo svincolo dell'Autostrada A/14;
- strada complanare svincolo Autostrada A/14;
- confine comunale con i comuni di Modugno, Bitritto, Adelfia, Valenzano e Capurso;
- linea ideale di confine con Circoscrizione Murat-San Nicola-Libertà-Madonnella-Iapigia Torre a Mare;
- linea di confine con il Municipio 1 e futura N.S.P.R. fino alla via Fanelli;
- via Fanelli, da N.S.P.R. a circonvallazione;
- tratto della circonvallazione da Via Fanelli alla ferrovia Bari-Taranto;
- linea ferroviaria Bari-Taranto fino alla Via S. Caterina;
- linea ideale da strada S. Caterina a St. San Giorgio Martire.

| Presidente del Municipio | Coalizione      | Partito      | Data di elezione          | Voti ottenuti | %voti  |
| ------------------------ | --------------- | ------------ | ------------------------- | ------------- | ------ |
| Nicola Acquaviva         | Centro-sinistra | Lista civica | 8 giugno 2014 (II turno)  | 7.577         | 64,24% |
| Grazia Albergo           | Centro-sinistra | PD           | 26 maggio 2019 (I turno)  | 11.273        | 55,65% |
| Maria Chiara Addabbo     | Centro-sinistra | PD           | 8-9 giugno 2024 (I turno) | 9.615         | 55,65% |